# Willmersdorf (Werneuchen)
Willmersdorf ist ein Ortsteil der Stadt Werneuchen im Landkreis Barnim in Brandenburg.

## Geographie
Der Ort liegt fünf Kilometer nordwestlich von Werneuchen und sieben Kilometer ostsüdöstlich von Bernau bei Berlin. Die Nachbarorte sind Tempelfelde und Schönfeld im Nordosten, Weesow im Südosten, Löhme im Süden, Helenenau im Südwesten, Börnicke im Westen sowie Thaerfelde und Albertshof im Nordwesten.
Südlich von Willmersdorf steht seit 2020 der Solarpark Weesow-Willmersdorf, der bei seiner Inbetriebnahme mit 187 MW Nennleistung der größte Solarpark Deutschlands war.

## Persönlichkeiten, die in Willmersdorf leben oder gelebt haben
- Reiner Zieger (* 1939), Gebrauchsgrafiker und Illustrator